# العلاقات الإيطالية المارشالية
العلاقات الإيطالية المارشالية هي العلاقات الثنائية التي تجمع بين إيطاليا وجزر مارشال.

## مقارنة بين البلدين
هذه مقارنة عامة ومرجعية للدولتين:
| وجه المقارنة                                              | إيطاليا                                                  | جزر مارشال                     |
| --------------------------------------------------------- | -------------------------------------------------------- | ------------------------------ |
| المساحة (كم2)                                             | 301.34 ألف                                               | 181                            |
| عدد السكان (نسمة)                                         | 60.60 مليون                                              | 53.13 ألف                      |
| الكثافة السكانية (ن./كم²)                                 | 201.1                                                    | 29.35 ألف                      |
| العاصمة                                                   | روما، فلورنسا، تورينو                                    | ماجورو                         |
| اللغة الرسمية                                             | اللغة الإيطالية                                          | لغة إنجليزية، اللغة المارشالية |
| العملة                                                    | يورو، ليرة إيطالية                                       | دولار أمريكي                   |
| الناتج المحلي الإجمالي (بليون دولار)                      | 1.93 تريليون                                             | 199.40 مليون                   |
| الناتج المحلي الإجمالي (تعادل القوة الشرائية) بليون دولار | 2.26 تريليون                                             | 207.25 مليون                   |
| الناتج المحلي الإجمالي الاسمي للفرد دولار أمريكي          | 29.96 ألف                                                | 3.38 ألف                       |
| الناتج المحلي الإجمالي للفرد دولار أمريكي                 | 35.46 ألف                                                | 3.80 ألف                       |
| مؤشر التنمية البشرية                                      | 0.873                                                    |                                |
| رمز المكالمات الدولي                                      | +39                                                      | +692                           |
| رمز الإنترنت                                              | .it                                                      | .mh                            |
| المنطقة الزمنية                                           | توقيت وسط أوروبا، ت ع م+01:00، ت ع م+02:00، أوروبا/روما ‏ | ت ع م+12:00                    |

## منظمات دولية مشتركة
يشترك البلدان في عضوية مجموعة من المنظمات الدولية، منها:
| علم المنظمة | اسم المنظمة                   | تاريخ انضمام إيطاليا | تاريخ انضمام جزر مارشال |
| ----------- | ----------------------------- | -------------------- | ----------------------- |
|             | يونسكو                        | ?                    | 30 يونيو 1995           |
|             | مؤسسة التمويل الدولية         | 27 ديسمبر 1956       | 23 سبتمبر 1992          |
|             | بنك التنمية الآسيوي           | 1966                 | 1990                    |
|             | منظمة حظر الأسلحة الكيميائية  | ?                    | ?                       |
|             | مؤسسة التنمية الدولية         | 24 سبتمبر 1960       | 19 يناير 1993           |
|             | الاتحاد الدولي للاتصالات      | 1866                 | 22 فبراير 1996          |
|             | منظمة الشرطة الجنائية الدولية | ?                    | ?                       |
|             | الأمم المتحدة                 | 14 ديسمبر 1955       | 17 سبتمبر 1991          |
|             | البنك الدولي للإنشاء والتعمير | 27 مارس 1947         | 21 مايو 1992            |

## وصلات خارجية
- موقع وزارة الخارجية الإيطالية